# Рудники (Воломінський повіт)
Рудники (пол. Rudniki) — село в Польщі, у гміні Тлущ Воломінського повіту Мазовецького воєводства.
Населення — 74 особи (2011).
У 1975-1998 роках село належало до Остроленцького воєводства.

## Демографія
Демографічна структура станом на 31 березня 2011 року:
|          | Загалом | Допрацездатний вік | Працездатний вік | Постпрацездатний вік |
| -------- | ------- | ------------------ | ---------------- | -------------------- |
| Чоловіки | 43      | 6                  | 30               | 7                    |
| Жінки    | 31      | 2                  | 18               | 11                   |
| Разом    | 74      | 8                  | 48               | 18                   |